# 阿德爾菲 (馬里蘭州)
阿德爾菲（英語：Adelphi）是位於美國馬里蘭州佐治王子縣的一個普查規定居民點。

## 人口
根據2020年美國人口普查的數據，阿德爾菲的面積為7.04平方千米，當中陸地面積為7.03平方千米，而水域面積為0.01平方千米。當地共有人口16823人，而人口密度為每平方千米2,389.63人。